# Campaña del Adriático (1807-1814)
La campaña del Adriático fue uno de los teatros de guerra menores durante las guerras napoleónicas. En ella, una serie de pequeños escuadrones de la Marina Real británica y cruceros independientes hostigaron al conjunto de las fuerzas navales del Primer Imperio francés, el Reino de Italia, las Provincias Ilirias y el Reino de Nápoles entre 1807 y 1814 en el mar Adriático. Italia, Nápoles e Iliria estaban bajo el control directo o la representación del emperador de Francia Napoleón I, quien se había adueñado de ellas mediante el Tratado de Presburgo, luego de la guerra de la Tercera Coalición.
El control del Adriático proporcionaba muchas ventajas a la Marina Francesa, permitiendo desplazar rápidamente a las tropas desde Italia hacia los Balcanes y Austria para realizar campañas en el este y proporcionando a Francia numerosos astilleros, en especial las enormes instalaciones navales de Venecia. A partir de 1807, cuando el Tratado de Tilsit provocó la retirada de la República de las Islas Jónicas por parte de Rusia, la Marina Francesa mantuvo la supremacía naval en la región. El Tratado de Tilsit también contaba con una cláusula secreta que garantizaba a ayuda de Francia en cualquier guerra librada entre los rusos y el Imperio otomano. Para dar cumplimiento a esta cláusula, Napoleón debería asegurar sus rutas de abastecimiento en el este aumentando la presencia de tropas francesas en Iliria. Esto exigía el control del Adriático frente a las invasiones cada vez más agresivas por parte de los británicos. La Marina Real estaba decidida a impedir que los convoyes de tropas llegaran a Iliria y pretendía acabar con la hegemonía de Francia en la región, lo que resultó en una campaña naval que se prolongó durante seis años.
La campaña no fue uniforme; las fuerzas británicas y francesas se hallaban limitadas por los dictámenes de conflictos más amplios, en el Mediterráneo y el mundo, lo que llevó a que el número de navíos en la zona oscilase. Pese a que hubo muchos comandantes a cargo de las operaciones en la región, los dos más importantes fueron William Hoste y Bernard Dubourdieu, cuyas hazañas se celebraron en los periódicos de sus respectivas naciones durante 1810 y 1811. La campaña entre ambos oficiales llegó a su clímax en la batalla de Lissa en marzo de 1811, cuando Dubourdieu perdió la vida y su escuadrón fue derrotado por Hoste en una elogiada acción.
Los acontecimientos de 1811 concedieron el dominio del Adriático a los británicos durante el resto de la guerra. Las tropas expedicionarias británicas y griegas capturaron una tras otra las islas fortificadas de los franceses, y los grupos de asalto británicos devastaron el comercio local en toda la zona. Como consecuencia, Francia canceló sus planes contra el Imperio otomano y La Grande Armée se dirigió hacia Rusia. Las fuerzas británicas continuaron sus operaciones hasta que el avance de los ejércitos pertenecientes a la Sexta Coalición alejaron a los franceses de las costas del Adriático a principios de 1814, con tropas e infantes de marina británicos ayudando en la captura de varias ciudades francesas importantes, incluidas Fiume y Trieste.

## Contexto

Mapa que muestra la importancia estratégica de Corfú para controlar el ingreso al Adriático.

Los franceses habían mantenido su presencia en el mar Adriático desde el Tratado de Campo Formio durante las Guerras Revolucionarias Francesas. Campo Formio señaló el fin de la guerra de la Primera Coalición en 1797 y confirmó el ocaso de la República de Venecia y la división de su territorio entre la República Francesa y el Imperio austríaco. Una de las posesiones obtenidas por Francia gracias a esta división fueron las siete Islas Jónicas que dominaban la entrada al Adriático. Tanto los rusos como los otomanos consideraban a estos puestos de avanzada franceses situados en el Mediterráneo Oriental una amenaza y en 1800 un ejército ruso-otomano atacó la tremendamente fortificada ciudadela francesa en Corfú, la cual cayó tras un asedio de cuatro meses. Los vencedores se apoderaron de las islas y con ellas crearon la República Septinsular, nominalmente otomana, independiente y protegida por la Armada de Rusia en la práctica.
En la Europa continental, el ascenso de Napoleón Bonaparte como gobernante del nuevo Imperio francés llevó a un nuevo conflicto, la guerra de la Tercera Coalición de 1805, que acabó de manera desastrosa para el ejército aliado de austríacos y rusos en la batalla de Austerlitz. Los tratados que pusieron fin a la guerra crearon dos monarquías clientelistas de Francia en Italia, los reinos de Italia y Nápoles, y las tropas francesas mantuvieron la posesión de importantes territorios de la costa oriental del Adriático en Dalmacia. Estos dominios hicieron aumentar significativamente el interés naval de Francia en el mar Adriático, que estaba provisto de excelentes puertos y astilleros, en especial en Venecia.
La guarnición rusa en Corfú, con el agregado de una poderosa escuadra naval, bloqueó de manera efectiva el uso del mar Adriático por parte de los franceses, cerrando la entrada a través del canal de Otranto. Además, en aquel momento las preocupaciones militares de Francia estaban centradas mucho más al norte, lo que resultó en la guerra de la Cuarta Coalición durante 1806 y 1807, con los ejércitos de Napoleón invadiendo Prusia y forzando a que los rusos firmen el Tratado de Tilsit el 7 de julio de 1807. Una de las cláusulas menos importantes del tratado transfirió la República Septinsular nuevamente al dominio de Francia, haciendo que los rusos se retirasen completamente del Adriático. Dicho alejamiento estaba sostenido por una cláusula oculta del tratado que garantizaba la ayuda de Francia para continuar la guerra rusa contra los otomanos en los Balcanes.

## Primeros incidentes
Con el alejamiento ruso, los franceses despacharon guarniciones de inmediato a las Islas Jónicas, reuniendo velozmente a más de 7400 unidades francesas y napolitanas tan solo en Corfú. Esto convirtió al Adriático en un mar francés desde el cual mandar libremente ataques contra los convoyes británicos, sus colonias y las escuadras de la Marina Real británica que mantenían el bloqueo y habían controlado el mar Mediterráneo desde la batalla de Trafalgar dos años atrás. Para facilitar sus planes, la Marina Francesa realizó gran cantidad de encargos a los astilleros venecianos para así incrementar su poderío en la región mediante navíos producidos y con tripulación locales.
La Flota del Mediterráneo de la Marina Real respondió a la amenaza velozmente y, en noviembre de 1807, el navío de cuarta clase HMS Glatton y algunos barcos menores bloquearon Corfú, capturando varios convoyes franceses e italianos con refuerzos. Estimulados por el éxito del bloqueo, pequeños grupos de asalto británicos comenzaron a ingresar en el Adriático en forma independiente, para pillar a los convoye franceses a lo largo de la costa italiana. Una de las primeras operaciones británicas en la región fue la captura de la isla dálmata de Lissa para utilizarla como puerto seguro dentro de las aguas supuestamente controladas por Francia. La isla, deshabitada en su mayoría, se convirtió rápidamente en una eficaz base naval gracias a la construcción de una pequeña ciudad y un puerto en Puerto San Jorge. Durante 1807, los barcos británicos asignados al Adriático fueron relativamente pequeños y, por lo tanto, su impacto fue menor. Los grupos de asalto británico además limitaron sus ataques contra la costa de Iliria a objetivos exclusivamente militares con el fin de conservar el trato amistoso con la población local, la cual abastecía a los cruceros británicos con alimentos, agua y pertrechos marítimos. La Flota del Mediterráneo de Francia, liderada por el Almirante Ganteaume efectuó una incursión a Corfú en febrero de 1808; aunque la escuadra británica a cargo del bloqueo fue incapaz de detenerla, este fue el único intento por parte de Francia de enviar barcos de guerra a la región y la flota había regresado a Tolón a mediados de marzo.
El primer despliegue militar británico importante en el Adriático sucedió en mayo de 1808, cuando la fragata HMS Unite al mando del Capitán Patrick Campbell llegó a las afueras de Venecia. Durante mayo, Campbell interrumpió la navegación desde el puerto más activo del Adriático y capturó a tres barcos que la Marina Italiana había enviado para combatirlo. Ante este problema, la respuesta francesa fue despachar a una pequeña fragata, el Var, rumbo a Venecia; no obstante, esta medida tuvo muy escaso impacto sobre las operaciones británicas. Aun así, las actividades de los británicos en el Adriático se redujeron durante el año a causa de la guerra contra el Imperio otomano, que ocupó a los pocos recursos marítimos británicos en el Mediterráneo Oriental.

## Invasión a las Islas Jónicas
La presencia británica en el Adriático aumentó considerablemente en 1809 con la llegada de las fragatas HMS Amphion y HMS Belle Poule, al mando de William Hoste y James Brisbane, respectivamente. Los refuerzos causaron un impacto inmediato por medio de una serie de ataques a las islas de Dalmacia y Jonia. En febrero, el Belle Poule capturó al Var en las afueras de Valona y los franceses respondieron despachando a las fragatas Danaé y Flore de Tolón. El HMS Topaze atacó a las unidades de refuerzo francesas a su arribo, pero consiguieron llegar a Corfú para luego navegar hacia el norte e incrementar las defensas de Francia en el Adriático.
En el transcurso del año, los ataques británicos se intensificaron, conducidos por el Amphion de Hoste, que operaba desde Lissa. Las incursiones contra las costas italianas resultaron en la captura de docenas de barcos mercantes y cañoneras; además, grupos de marineros e infantes de marina desembarcaban en las ciudades costeras, repeliendo a los defensores y haciendo explotar las fortificaciones antes de regresar a sus navíos. El éxito ante la insignificante oposición francesa alentó al comandante británico en el Mediterráneo, Almirante Cuthbert Collingwood, a formar un destacamento para eliminar específicamente las guarniciones de Francia en las Islas Jónicas. Esta expedición, dirigida navalmente por el Brigadier-General John Oswald del HMS Warrior, logró desembarcar en la isla de Cefalonia el 1 de octubre y obligar a que la guarnición napolitana se rindiera en cuestión de horas. Escasos días después, las islas vecinas de Zante e Ítaca también se habían rendido y la fragata HMS  Spartan, al mando de Jahleel Brenton, efectuó una invasión exitosa a Cerigo al poco tiempo.
La invasión a las Islas Jónicas no solo pretendía evitar que estas fuesen utilizadas por los franceses, sino también fomentar la independencia griega del Imperio otomano, con el cual los británicos se hallaban en guerra. Los nacionalistas griegos y otros grupos que operaban fuera de la ley localmente pasaron a formar el 1.er Cuerpo de Infantería Ligera Griega, al mando de John Oswald y, luego, de Richard Church. La existencia de esta unidad (la primera unidad militar griega independiente moderna) incitó a que otros nacionalistas griegos se unieran a las tropas británicas en la zona, creando el núcleo de lo que serían los Estados Unidos de las Islas Jónicas. La retirada de las tropas en 1809 demoró la realización de nuevas invasiones hasta marzo de 1810, cuando Thomas Byam Martin, el sucesor provisional de Collingwood, destinó a una escuadra de la Flota del Mediterráneo a una operación en contra de Santa Maura. El desembarco se produjo el 22 de marzo y la isla se rindió el 16 de abril, luego de ocho días de asedio a la fortaleza principal. Las tropas griegas nativas de una guarnición desertaron y proporcionaron importante ayuda a la Infantería Ligera Griega de Oswald.

## Los refuerzos franceses

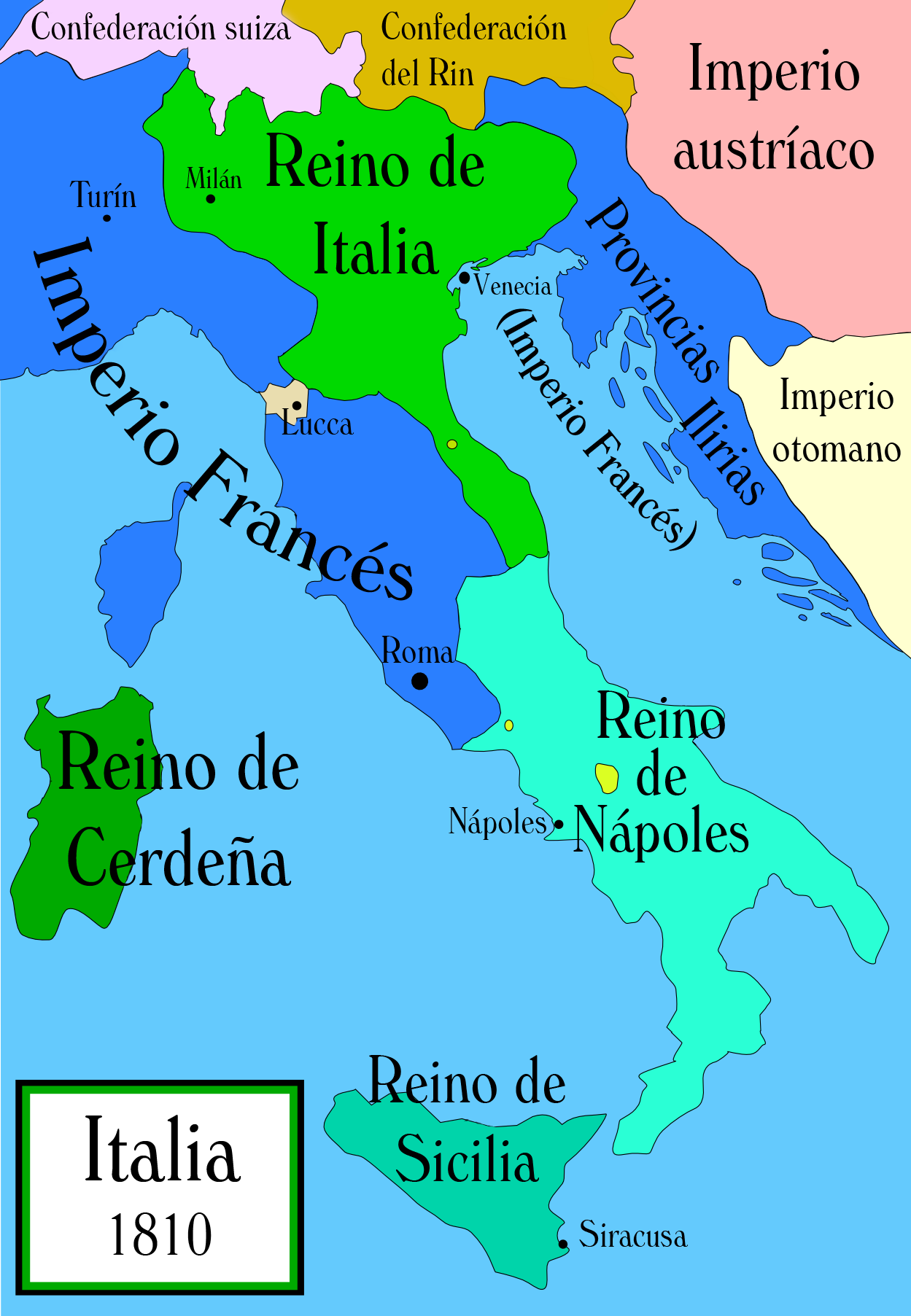
La situación en el Adriático a partir de 1810.

Una vez terminada la guerra de la Quinta Coalición a fines de 1809, la situación política en el mar Adriático había cambiado, confirmando el dominio de Francia sobre las Provincias Ilirias y eliminando toda amenaza a los puertos de la zona desde el territorio bajo el poder de Austria. Además, la conclusión de la guerra liberó a la Marina Francesa para realizar operaciones contra el Imperio otomano, tal como se indicaba en el Tratado de Tilsit. Sin embargo, esto no afectó a las fragatas británicas que rapiñaban el Adriático bajo el mando de William Hoste, quien ahora lanzaba ataques coordinados sobre convoyes, ciudades y fuertes de la costa italiana.
A fines del verano de 1810, la Marina Francesa llevó a cabo su primer intento serio de contrarrestar las operaciones británicas en la zona, para lo cual despachó a Bernard Dubourdieu desde Tolón, a bordo de la Favorite. Dubourdieu era considerado uno de los comandantes de fragata de mayor éxito dentro de la Marina Francesa, y reunió a las unidades francesas e italianas desperdigadas por el Adriático para formar una escuadra que superaba ampliamente en número a las fuerzas de Hoste. El inglés, al tanto de los movimientos de Dubourdieu, mantuvo la vigilancia sobre la flota francesa en Ancona.
A comienzos de octubre, y tras haber fracasado en provocar un combate con Dubourdieu, Hoste se reabasteció en Lissa y regresó al bloqueo en Ancona en compañía del HMS Cerberus. Tras descubrir que Dubourdieu y su escuadra no se encontraban allí, Hoste lo persiguió rumbo a Corfú, guiándose por información imprecisa que le había brindado al pasar un barco corsario siciliano. Tal como Dubourdieu había planeado, el ardid dejó a Lissa abierta a un ataque. Después de que un tremendo número de tropas francesas desembarcaran en la isla el 21 de octubre, estas capturaron los barcos en el puerto; sin embargo, no consiguieron encontrar a la guarnición de la isla, que había retrocedido hacia las montañas. Dubourdieu permaneció en Lissa durante siete horas, pero luego se retiró a Ancona cuando los pesqueros locales le comunicaron que Hoste estaba regresando desde el sur. La Flota Británica del Mediterráneo envió a Lissa al HMS Montagu como defensa contra un nuevo ataque y como precaución ante una intervención por parte del navío de guerra francés Rívoli, que estaba terminando de construirse en Venecia. La llegada de una nave tan poderosa sofocó toda nueva iniciativa francesa durante el resto del año, lo que permitió que Hoste realizase asaltos limitados sobre la costa de Italia.

## La batalla de Lissa
El Montagu abandonó el Adriático a principios de 1811. Con el HMS Cerberus y el HMS Active asignados a operaciones contra los puertos de Pescara y Ortona en febrero, Dubourdieu decidió organizar un segundo ataque a Lissa, esta vez con la idea de tomar el control permanente de la isla y guarecerla con tropas italianas. Luego de partir de Ancona el 11 de marzo con seis fragatas, varias embarcaciones de apoyo y más de 500 soldados, la escuadra franco-italiana navegó hacia Lissa durante la noche. Al amanecer del 12 de marzo, observadores británicos en Lissa vieron aproximarse a los franceses y Hoste hizo que su flota, que incluía al Cerberus y el Active, recientemente reincorporados, saliera al encuentro de Dubourdieu cerca de la costa al norte de la isla.

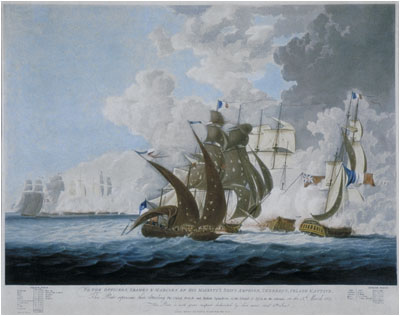
La Batalla de Lissa del 13 de marzo de 1811.
Grabado de Henri Merke sobre una pintura de George Webster, 1812.

Hoste mantuvo una línea de combate cerrada, obligando a que Dubourdieu lo atacase directamente. Dubourdieu intentó abordar en persona el Amphion de Hoste, al frente de los soldados italianos de su barco insignia. Hoste respondió disparando a bocajarro con una carronada de 750 balas de mosquete. El primer disparo mató a Dubourdieu y a casi todos sus oficiales, provocando confusión en la escuadra francesa y el naufragio del Favorite en la costa de Lissa. Después, Hoste hostilizó al Flore y el Bellone, forzando la rendición de ambos. El frente de la formación británica, liderado por el HMS Volage, enfrentó a los tres barcos restantes de Francia e Italia, repeliendo al Danaé y el Carolina y capturando al Corona. El Flore también pudo escapar rumbo a la protección brindada por las baterías francesas de Lesina.
El triunfo en la batalla de Lissa confirmó el dominio británico en la región durante los siguientes tres años, sin que los franceses pudiesen reemplazar la pérdida de barcos y oficiales curtidos que sufrieran en medio del combate. Durante la primavera de 1911, el comando en Tulón intentó reforzar el Adriático y mantener el envío de convoyes que abastecían a Corfú, pero fueron pocos los que llegaron al Adriático debido al bloqueo británico en los puertos del sur de Francia. Los que escapaban al bloqueo en Tulón, eran capturados en su mayoría por la flota en Lissa, que había crecido gracias al regreso del HMS Belle Poule y la nueva adición del HMS Alceste en reemplazo del HMS Amphion y de Hoste quien, herido, había regresado al Reino Unido. Además, la escuadra continuaba realizando ataques sobre los embarques y ciudades cercanas a la costa que habían caracterizado a la campaña británica, e invadido Parenzo y Ragosniza para destruir a los barcos de abastecimiento refugiados en sus puertos.
En noviembre, el HMS Eagle persiguió y capturó a la pequeña fragata francesa Corcyre, durante un intento fallido de transportar suministros a Corfú. Un día después, Francia realizó el intento más importante de 1811 por aumentar sus fuerzas en el Adriático, pero fue frustrado mediante la acción militar del 29 de noviembre de 1811, cuando dos fragatas y un buque de aprovisionamiento armado fueron víctimas de la persecución y el ataque por parte de una escuadra británica al mando del Capitán Murray Maxwell del Alceste. El buque de aprovisionamiento y una de las fragatas fueron capturadas, mientras que la otra consiguió llegar a Ancona en un estado deplorable. Este enfrentamiento tuvo grandes ramificaciones; el mismísimo Napoleón se interesó en los informes y se cree que fue este combate lo que lo convenció de cambiar sus planes de expansión hacia oriente de los Balcanes a Rusia.

## Bajo dominio británico
Ahora, la esperanza de Francia por recuperar la supremacía del Adriático descansaba sobre el Rívoli, un navío de guerra que estaba en construcción en Venecia. Pese a que su terminación llevaba dos años de retraso, los servicios de inteligencia británicos estaban al tanto de su situación y periódicamente se asignaban barcos de guerra para observar sus movimientos y lanzarse al ataque si se presentaba la oportunidad. En febrero de 1812, el Rívoli zarpó desde Venecia por primera vez, con destino hacia Pula en su viaje inaugural. Esperándolo, se encontraba el HMS Victorious, comandado por John Talbot, que persiguió al Rívoli y lo capturó tras una batalla de cuatro horas en la que ambos bandos sufrieron graves bajas.
La pérdida del Rívoli puso fin a los intentos de Francia por disputar el dominio británico sobre el mar Adriático. Aunque la campaña en el teatro de guerra se sostendría hasta 1814, desde febrero de 1812 los británicos pudieron atacar convoyes, fuertes, islas e incluso ciudades importantes de Francia con total impunidad. William Hoste regresó al Adriático en el verano de 1812, como capitán del HMS Bacchante y durante varios meses realizó ataques sobre la costa de Apulia. Los cruceros británicos podían operar dentro del Adriático con tanta libertad que esto atrajo refuerzos de la Flota del Mediterráneo, como por ejemplo el HMS Eagle, que ocupó las cercanías de Ancona en septiembre y estableció un bloqueo sobre la ciudad, dando cacería y destruyendo convoyes sin oposición alguna.
Incluso sin mediación británica, las pérdidas francesas en el Adriático siguieron incrementándose. En noviembre de 1811 el Flore, veterano de Lissa, encalló cerca de Chioggia, y en septiembre de 1812 el Danaé explotó repentinamente en Trieste, causando una gran cantidad de muertes. Para la Marina Francesa, estas pérdidas fueron irremplazables; a las fragatas francesas les resultaba cada vez más difícil escapar a los bloqueos en sus puertos de base para dirigirse al Adriático y proteger a sus convoyes. La primera escuadra británica importante fue asignada al Adriático a comienzos de 1813 bajo el mando del Almirante Thomas Fremantle. Esta flota tenía órdenes de capturar o destruir todas las islas, fuertes y puestos de avanzada en posesión del Imperio Francés, además de interrumpir el comercio marítimo siempre que fuese posible y proporcionar asistencia a los ejércitos aliados de la Sexta Coalición. Bajo la dirección de Fremantle, las fuerzas británicas invadieron sistemáticamente las islas o ciudades costeras de Lagosta, Curzola, Carlopago, Cherso, Dignano y Giuppana, entre otras, capturándolas o destruyendo sus instalaciones portuarias para impedir que los franceses pudiesen utilizarlas.
Fremantle también instruyó a varios oficiales, Hoste incluido, que operasen de manera independiente. Hoste, en el Bacchante, regresó a Apulia y atacó varios puertos, castillos y fondeaderos, mientras que Capitán George Cadogan del HMS Havannah inmovilizaba por completo el transporte de suministros a lo largo de la costa norte de Italia, ayudando al ejército austríaco que se aproximaba a la región. En junio, Fremantle lideró en persona a su flota a pleno en una invasión a Fiume, capturando o incendiando 90 barcos en el puerto y gran cantidad de equipos navales luego de un intenso combate en las calles de la ciudad. Tres meses después en octubre, Fremantle atacó Trieste, bloqueándola por el mar, bombardeando sus defensas y desembarcando tropas de infantería de marina y cañones que se unieron al ejército austríaco que se encontraba asediando la ciudad y provocaron su rendición.

## Fin de la campaña
En otoño de 1813, los grupos de ataque británicos gozaron del dominio indisputado sobre el Adriático. Coordinando su trabajo con los ejércitos austríacos que invadían a las Provincias Ilirias y el norte de Italia a partir del 15 de agosto, los barcos de Fremantle podían transportar rápidamente a las tropas británicas y austríacas desde un punto a otro, lo que les valió la rendición de puertos estratégicos como los de Zara en diciembre y Cattaro y Ragusa en enero de 1814. Para el 16 de febrero, Fremantle le había escrito a su superior, Edward Pellew, que las tropas británicas o austríacas habían tomado todos los puertos franceses. Se había capturado a más de 700 barcos mercantes franceses y el único puesto de avanzada que Francia aún conservaba en la región era Corfú.
La abdicación de Napoleón a comienzos de abril de 1814 puso fin a la Guerra de la Sexta Coalición. Corfú, el territorio que Francia mantuvo durante más tiempo en el Adriático, se rindió y fue anexado a los Estados Unidos de las Islas Jónicas, bajo protección británica. En el Reino Unido, se realizaron varias premiaciones a quienes prestaron sus servicios en el mar Adriático; Hoste, Maxwell y Fremantle, entre otros, fueron nombrados caballeros en medio de las reformas a las órdenes de caballería de 1815, además de recibir grandes recompensas monetarias por las capturas logradas durante la guerra. El poco número de acciones militares marítimas en los últimos nueve años del conflicto también hicieron crecer el interés público en batallas como la de Lissa, que fue aplaudida tanto antes como después de la llegada de la paz.

## Impacto
Pese a ser solo un teatro de guerra menor en el marco de las guerras napoleónicas, la campaña naval en el mar Adriático tuvo consecuencias mayores para el conflicto en su totalidad. Los acontecimientos de 1811 fueron estudiados muy de cerca por Napoleón; durante un encuentro casual con Murray Maxwell en 1817, el exemperador recordó con sumo detalle la acción naval del 29 de noviembre de 1811 y felicitó a Maxwell por su victoria. El acuerdo entre Francia y Rusia de apoyarse entre sí durante sus operaciones contra el Imperio otomano no podía cumplirse sin una vía de transporte de suministros entre Francia y los Balcanes y la misma no podía asegurarse sin el control marítimo del Adriático. El historiador británico James Henderson traza una relación directa entre la acción militar de noviembre de 1811 y este problema estratégico, sugiriendo que la pérdida de los convoyes y sus 200 cañones podrían haber sido el motivo de la decisión de Napoleón de modificar su campaña de 1812, planeada para los Balcanes, y dirigirla contra Rusia.
En una escala menor, el Adriático fue una de las pocas zonas en las que los barcos franceses y británicos se enfrentaron regularmente durante este período, donde el Rívoli fue el último navío de guerra francés capturado en combate naval. La disminución de los recursos de la Flota Mediterránea Francesa a causa del Adriático durante los últimos años de las guerras napoleónicas, causada por la necesidad de aprovisionar la guarnición aislada en Corfú, frustró a varios almirantes franceses, en especial luego de la muerte de Dubourdieu en 1811. El bloqueo británico a Tolón aplastó los intentos por reconstruir las unidades perdidas en batalla y debido a accidentes al punto que, para 1812, los barcos británicos podían operar libremente, casi con impunidad, evitando el traslado de miles de soldados franceses e italianos que de lo contrario habrían establecido guarniciones contra la Sexta Coalición a lo largo de las costas. Los últimos meses de la guerra, la Marina Real era capaz de atacar cualquier punto en las márgenes del continente sin oposición alguna, lo cual derribó a toda la estructura defensiva francesa en la región y facilitó la captura de varias ciudades portuarias por parte del ejército austríaco.